# Ándalus Lineas Aéreas
Ándalus Lineas Aéreas war eine spanische Fluggesellschaft mit Sitz in Málaga und Basis auf dem Flughafen Málaga. 

## Geschichte
Ándalus Lineas Aéreas wurde 2008 von Managern der insolventen Air Madrid gegründet. Die Gesellschaft bot seit Januar 2009 Flüge zwischen Nador und Casablanca und mehreren Zielen in Spanien an. Am 30. April 2009 nahm Ándalus die Verbindung Madrid-Gibraltar in den Flugplan auf, eine Strecke, die zuvor von Iberia und GB Airways nicht wirtschaftlich betrieben werden konnte. Für Juni 2009 war die Aufnahme des Flugbetriebs auf der Strecke Gibraltar-Barcelona geplant. Geplant waren langfristig auch Verbindungen nach Südamerika, welche mit Boeing 767 bedient werden sollten. Der Flugbetrieb wurde jedoch durch Lizenzentzug am 13. August 2010 eingestellt.

## Flotte
Mit Stand Oktober 2009 bestand die Flotte aus fünf Flugzeugen:
- 5 Embraer ERJ 145